# Zemský okres Mohan-Spessart
Zemský okres Mohan-Spessart (německy Landkreis Main-Spessart) je zemský okres v německé spolkové zemi Bavorsko, ve vládním obvodě Dolní Franky. Sídlem zemského okresu je město Karlstadt.

## Města a obce
| Města | Obce |
| --- | --- |
| 1. Arnstein 2. Gemünden am Main 3. Karlstadt 4. Lohr am Main 5. Marktheidenfeld 6. Rieneck 7. Rothenfels Obce s tržním právem (Markt) 1. Burgsinn 2. Frammersbach 3. Karbach 4. Kreuzwertheim 5. Obersinn 6. Thüngen 7. Triefenstein 8. Zellingen | 1. Aura im Sinngrund 2. Birkenfeld 3. Bischbrunn 4. Erlenbach bei Marktheidenfeld 5. Esselbach 6. Eußenheim 7. Fellen 8. Gössenheim 9. Gräfendorf 10. Hafenlohr 11. Hasloch 12. Himmelstadt 13. Karsbach 14. Mittelsinn 15. Neuendorf 16. Neuhütten 17. Neustadt am Main 18. Partenstein 19. Rechtenbach 20. Retzstadt 21. Roden 22. Schollbrunn 23. Steinfeld 24. Urspringen 25. Wiesthal |

## Sousední okresy
| Růžice kompasu |                            | Zemský okres Mohan-Kinzig   | Zemský okres Bad Kissingen | Růžice kompasu |
| Růžice kompasu | Zemský okres Aschaffenburg | Sever                       | Zemský okres Schweinfurt   | Růžice kompasu |
| Růžice kompasu | Zemský okres Aschaffenburg | Zemský okres Mohan-Spessart | Zemský okres Schweinfurt   | Růžice kompasu |
| Růžice kompasu | Zemský okres Aschaffenburg | Jih                         | Zemský okres Schweinfurt   | Růžice kompasu |
| Růžice kompasu | Zemský okres Miltenberg    | Zemský okres Mohan-Tauber   | Zemský okres Würzburg      | Růžice kompasu |